# 醬油的女兒阿香
《醬油的女兒阿香》是日本放送协会自1985年4月1日至1985年10月5日播映的晨間小說連續劇，是1980年代最轰动的电视剧之一，共有162集，每集15分鐘。該劇於日本國內首播期間的平均收視率是44.3%，是日本放送协会繼《阿信》之後至今最高紀錄，單集收視高達55.3%。
1987年開始於香港無綫電視翡翠台下午婦女節目《婦女新姿》時段播出，劇名訂為《海誓山盟》。 本劇在1995年首度登上台灣電視頻道，最早是由無線頻道的中視以雙語播出，劇名則訂為《阿香》。在有線頻道方面，則分別於2005年3月21日起由台灣緯來日本台，以《醬油的女兒阿香》譯名播出日語原音版，之後為2010年8月19日，由台灣客家電視台同樣以《醬油的女兒阿香》譯名播出客語配音版。

## 故事
大正15年（1926年），出身千葉縣銚子市醬油釀造世家「入兆」、明眸皓齒的女學生古川香（澤口靖子飾演），邂逅了英挺俊美的大海男兒吉武惣吉（川野太郎飾演）。兩小無猜、令人稱羨的金童玉女，不久便墜入情網。
但當時醬油釀造業與漁夫之間，長久以來一直存在嚴重的衝突與心結。雙方水火不容的關係，令香和惣吉的戀情彷如羅密歐與茱麗葉，備受雙方家庭的阻撓與反對。但是他們並未輕言放棄，決心勇敢面對一切阻礙。
越是困難，越能激發香和惣吉不顧一切追求愛情的決心。香不惜與父親斷絕關係，只為了嫁到吉武家當媳婦，之後凡事優先考慮夫家。香的犧牲，卻因為惣吉在三年後的一場海難中失蹤而出現變化。香守候了兩年，最終改嫁給一直默默守護著她的梅木健作（柴田恭兵飾演），並生了一對雙胞胎。
之後惣吉再次出現，香未能放棄新家庭而拒絕復合。太平洋戰爭爆發，健作於菲律賓戰死，惣吉回來後再向香求婚。到底這一段經歷重重波折的純愛，最終結果如何？

## 演員表
古川家
- 澤口靖子飾演 古川香（香港配音：黃麗芳）
- 加賀真理子飾演 古川瑠衣（香的母親，久兵衛的繼室，香港配音：姚天麗）
- 寺田農 飾演  古川清次（瑠衣的哥哥，香的舅舅）
- 鷲尾真知子 飾演 馬場律江（古川家幫傭，香港配音：梁緻盈）

坂東家
- 津川雅彦飾演 坂東久兵衛（香、律子、英一郎的父親）（香港配音：源家祥）
- 岩本多代 飾演 坂東千代（久兵衛的正室，律子、英一郎的母親）香港配音：周婉侶）
- 櫻田淳子飾演 坂東律子（香同父異母的姐姐）（香港配音：孫明貞）
- 鷲生功飾演 坂東英一郎（香同父異母的弟弟）（香港配音：馮志潤）

吉武家
- 川野太郎飾演 吉武惣吉（香的第一任丈夫）（香港配音：黃健強）
- 安藤一夫飾演 吉武善吉（惣吉的弟弟）（香港配音：馮錦堂）
- 草笛光子飾演 吉武利根（惣吉、善吉的母親）（香港配音：區瑞華）

名取家
- 三矢歌子飾演 名取銀（久兵衛的妹妹，香的姑姑）
- 内藤武敏飾演 名取庄右衛門（高神村村長，香的姑丈）

入兆醬油
- 根岸季衣飾演 若林濱（坂東家幫傭）
- 柴田恭兵飾演 梅木健作（香的第二任丈夫）
- 明石家秋刀魚飾演 彌太郎
- 寺泉憲飾演 水橋信吾（律子的前男友）
- 高品格飾演 小畑兵造
- 牟田悌三飾演 神山平六
- 村田雄浩飾演 小濱敬助（律子的丈夫）（香港配音：梁耀昌）
- 加藤善博飾演 今西（入兆醬油員工）
- 葛西和雄飾演 竹田（入兆醬油員工）
- 吉村直飾演 赤川（入兆醬油員工）
- 高野嗣郎飾演 豬熊（入兆醬油員工）
- 速川明子飾演 早苗（原入兆醬油女傭）

利根川丸
- 織本順吉飾演 船村源八（利根川丸船長）
- 齊藤洋介飾演 魚住（吉武家幫傭）
- 町田真一飾演 梶木（利根川丸船員）
- 竹内のぶし飾演 鯖江（利根川丸船員）

其他
- 高橋朱美子飾演 三島由岐（香的好友）
- 香川三千飾演 瀬田瑞惠（香的好友）
- 高師美雪飾演 鯉沼亞美（善吉的好友）
- 山下規介飾演 鯉沼榮二（亞美的弟弟）
- 石丸謙二郎飾演 河原畑仁（作家，曾與律子同居）
- 邊修三飾演 真鍋信一（錢莊經營主，若林濱的丈夫）

## 歌曲及電視原聲

### 香港版
- 『海誓山盟』

作詞：潘源良　
作曲：林敏怡　
編曲：林敏怡　
歌曲監製：鍾定一
主唱：林子祥

### 台灣版
台灣中視版本
- 『愛情的酒攏袂退』（片尾曲）

作詞：李秉宗
作曲：李秉宗　
主唱：黃乙玲
台灣客家電視台版本
- 『紅蜻蜓』（片頭曲）

作詞：謝宇威　
作曲：日本民謠　
主唱：謝宇威、彭佳霓
- 『落地歌』（片尾曲）

作詞：溫尹嫦
作曲：溫尹嫦
主唱：溫尹嫦

## 外部連結
- 緯來日本台《醬油的女兒阿香》 （页面存档备份，存于）
- 客家電視台《醬油的女兒阿香》 （页面存档备份，存于）

## 節目的變遷
| 日本NHK綜合頻道 | 日本NHK綜合頻道                        | 日本NHK綜合頻道 |
| --------------- | -------------------------------------- | --------------- |
|                 | 醬油的女兒阿香 （1985.4.1－1985.10.5） |                 |
| —               | —                                      |                 |

| 客家電視台 每週一至週四 20：00 - 20:50 | 客家電視台 每週一至週四 20：00 - 20:50   | 客家電視台 每週一至週四 20：00 - 20:50 |
| -------------------------------------- | ---------------------------------------- | -------------------------------------- |
|                                        | 醬油的女兒阿香 （2010.8.19－2010.11.22） |                                        |
| —                                      | —                                        |                                        |